# Mozaiková seč

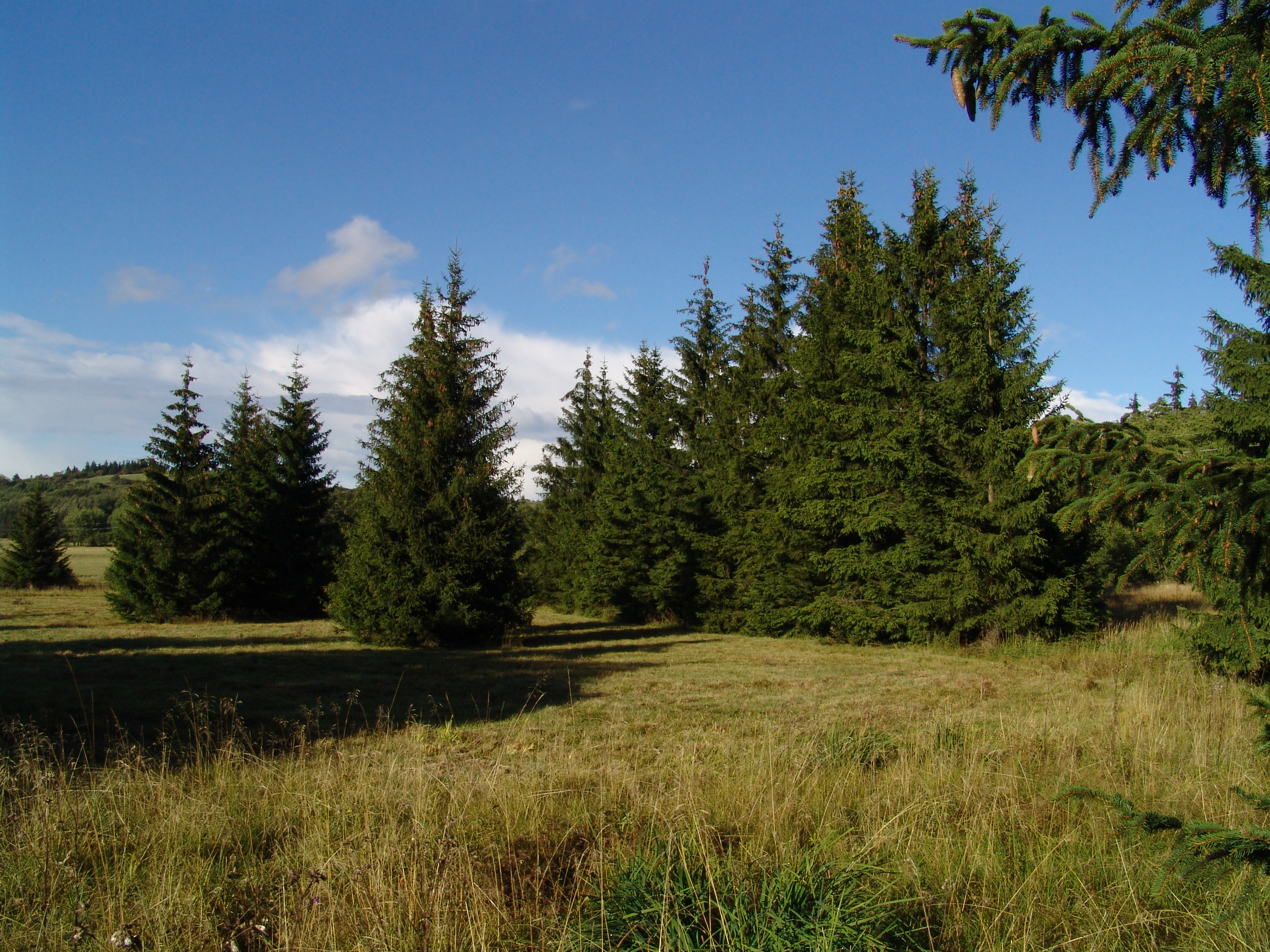
Mozaiková seč nezbytná pro udržení populace hnědáska chrastavcového (Kounické louky)

Mozaiková seč nebo též pásová seč je ekologicky šetrný způsob sečení lučních porostů vyznačující se postupným sekáním louky tak, že je v každé seči ponechána část travního porostu v neposečeném stavu, čímž se vytvoří vhodnější podmínky pro život hmyzích společenstev. Díky tomuto postupu nachází hmyz i na mozaikově (pásově) posečené louce potravu (nektar, pyl, živné rostliny); životní prostor pro svůj vývoj; úkryt před nepřízní počasí a též prostor pro rozmnožování.    

## Podrobněji

### Způsoby extenzivních sečí
Pás neposečené trávy ponechaný při kosení luk, zahrad či trávníků může sloužit jako významné stanoviště pro hmyz či drobné savce. Nepokosené plochy a okraje by měly zabírat minimálně pětinu celkové plochy louky. Tento způsob seči lze provádět v zásadě třemi způsoby:
- Pomocí větší či menší pojízdné mechanizace lze realizovat strojovou pásovou seč. Na ploše se prostě vysekají pruhy a mezi nimi se ponechají pruhy neposečeného porostu (trávy).[1]
- Ručním sečením kosou (nebo motorovou kosou) lze vytvořit na travní ploše různorodou mozaiku skládající se z posečených a neposečených oblastí.[1]
- Při postupném časově odděleném sečení dílčích ploch vzniká tzv. postupná (fázovaná) seč, kterou znali i naši hospodařící předkové. Při prvním sekání se poseče jen část louky, po dalších několika (například dvou) týdnech se poseče další část pozemku atd. Tímto způsobem lze pokračovat až je celá louka posekána, přičemž plochy sekané nejdříve jsou již postupně opět zarostlé novou travou.[1]

### Benefity extenzivních sečí
- Přizpůsobení sečení aktuálním klimatickým podmínkám v místě se projevuje především v horkých letních dnech. Měřením bylo zjištěno, že rozdíl teplot mezi osluněným nakrátko posečeným trávníkem a trávníkem, kde byl ponechán vyšší travní porost může činit v letních horkých dnech až 7 °C či více stupňů.[2]
- Menší intenzita sečení městských trávníků a ponechání vyšších travních porostů má kladný vliv na regulaci městského klimatu, pomáhá bránit přílišnému vysoušení půdy a napomáhá lepšímu zachycování dešťové vody při případných extrémních srážkách. Zároveň vyšší tráva snižuje prašnost.[2]
- Trávníky extenzivněji ošetřované (tj. méně kosené) poskytují vhodné životní prostředí pro řadu živočišných druhů a přispívají tak k vyšší biodiverzitě (biologické rozmanitosti).[2]
- Záměrně ponechané dočasně nekosené části trávníku více ochlazují svoje okolí, lépe chrání půdu před přílišnou ztrátou vlhkosti a navíc přispívají k druhové rozmanitosti rostlinných a živočišných společenstev.[2]
- Velký vliv na stav městských trávníků s odloženou sečí v horkém, suchém (extrémním) počasí má příznivý vliv na dlouhodobější udržení jejich funkce, čehož lze dosáhnou mozaikovou sečí tak, že by za sezónu měly na každé ploše proběhnout alespoň dvě termínově vhodně naplánované seče.[2]

## Galerie

Informační tabule pojednávající o tématu umístěné na teritoriu Prahy 5
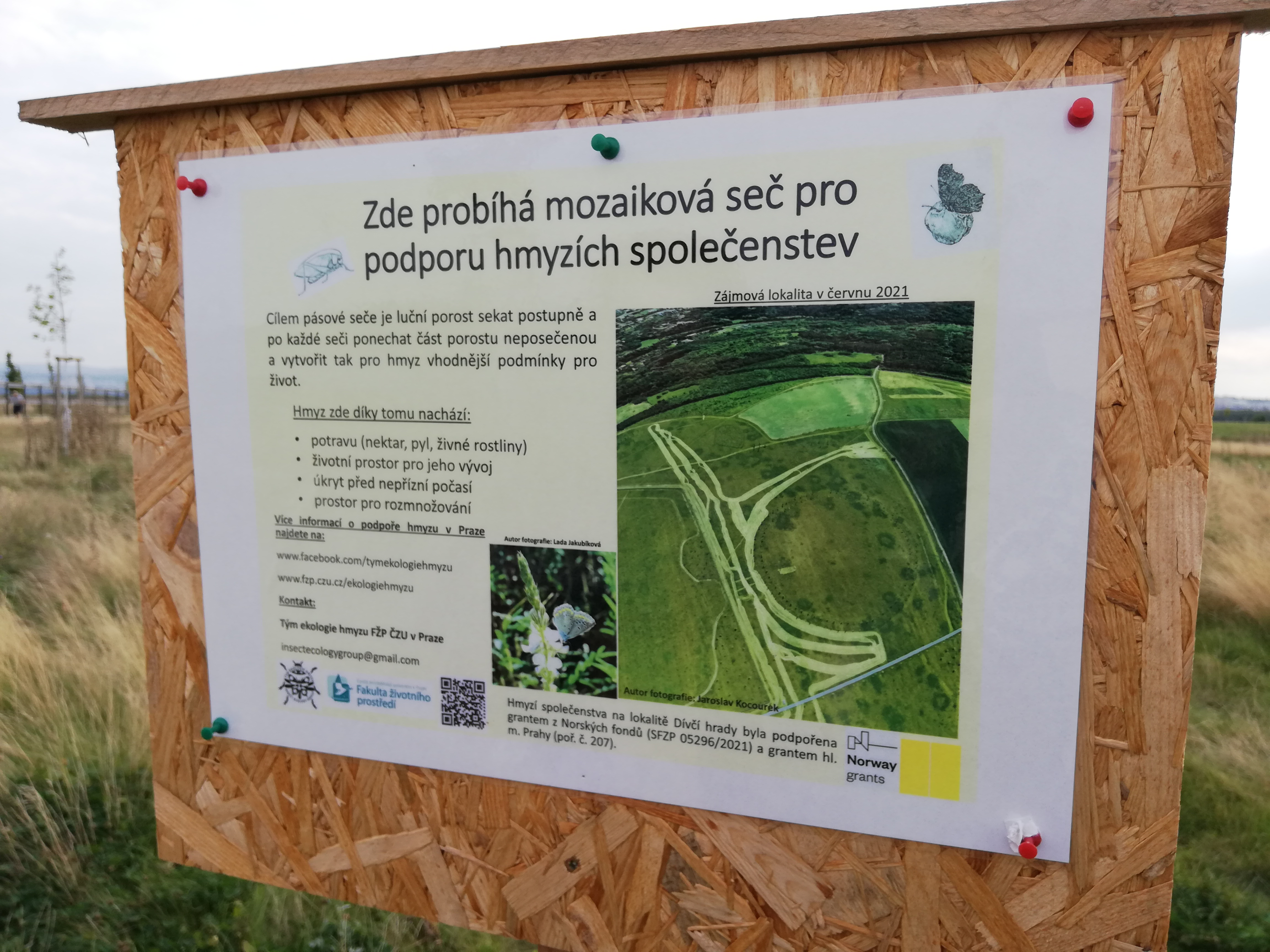
Informační tabule o mozaikové seči
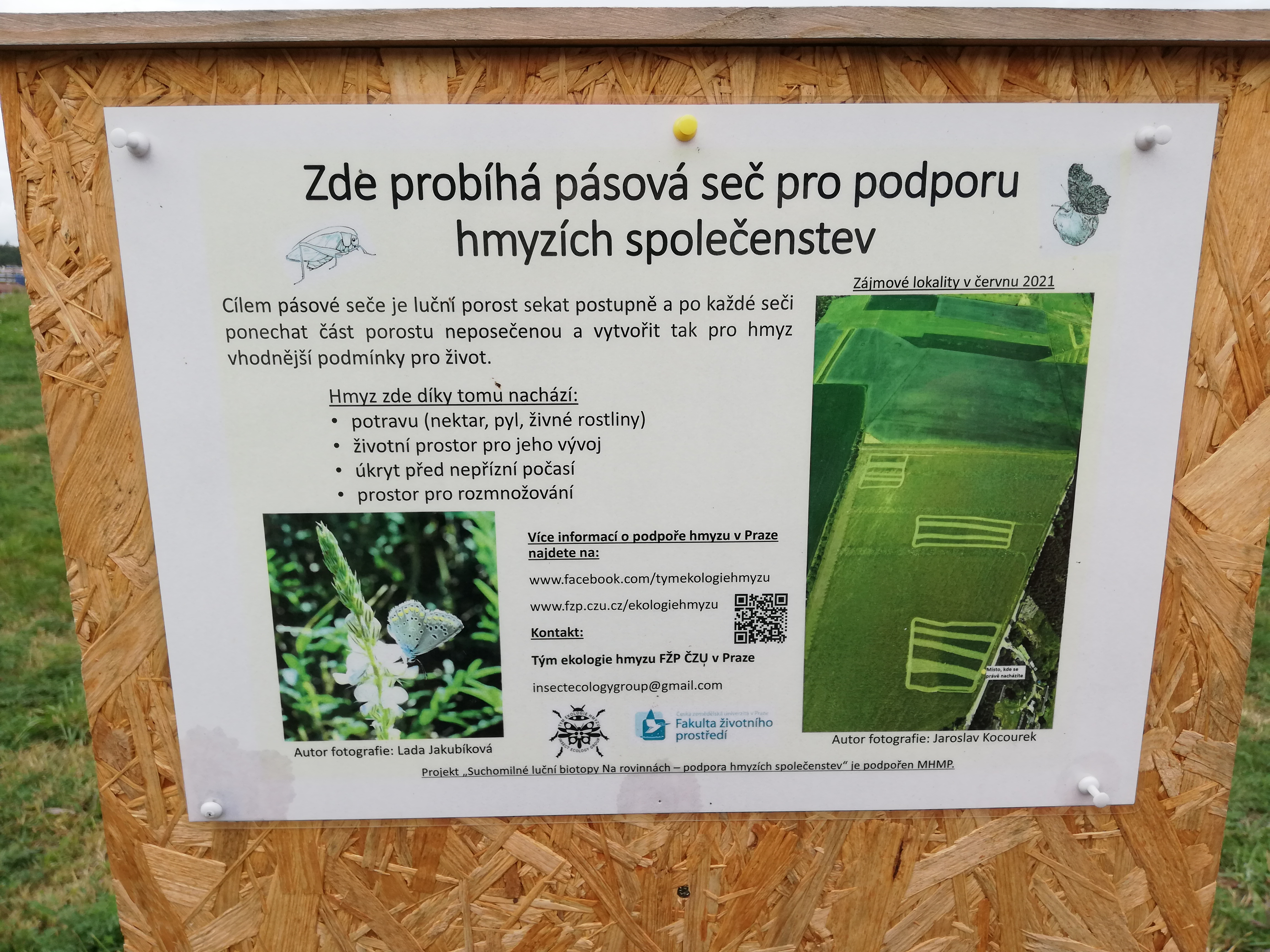
Informační tabule o pásové seči
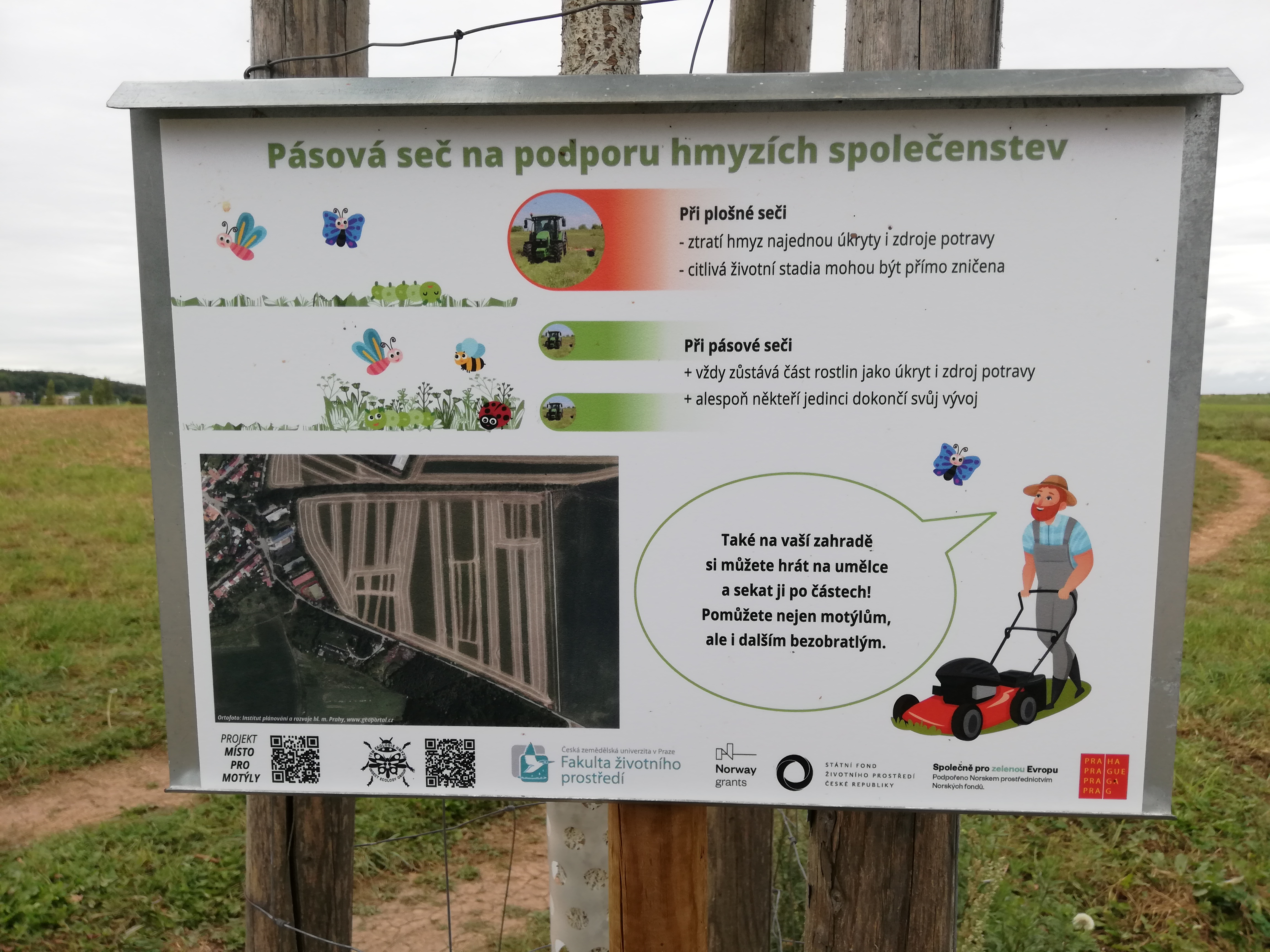
Informační tabule o pásové seči (2023)